# Almyracuma proximoculi
Almyracuma proximoculi är en kräftdjursart. Almyracuma proximoculi ingår i släktet Almyracuma och familjen Nannastacidae. Inga underarter finns listade i Catalogue of Life.